# Avellana de Reus

Logotip DOP Avellana de Reus

Avellana de Reus és una denominació d'origen protegida d'avellana de les varietats negreta, paueteta, gironella, morella i culplana, produïda a les comarques de l'Alt Camp, el Baix Camp, la Conca de Barberà, el Priorat, el Tarragonès i la Terra Alta. El consell regulador de la denominació es troba a la ciutat de Reus. Es conreen unes 9.000 hectàrees, i la producció és d'entre 5.000 i 6.000 tones anuals.